# Sulflower
Sulflower of octathio[8]circuleen is een stabiel circuleen, gebaseerd op de structuur van thiofeen. Het is een organische verbinding zonder waterstofatomen met als brutoformule C16S8. De naam is een porte-manteau van de Engelse woorden voor zwavel (sulfur) en zonnebloem (sunflower). De molecule is vlak en het bevindt zich in een lokaal energieminimum wat ringspanning betreft.
|                             |                                      |
| Molecuulmodel van sulflower | Kristallijne stapeling van sulflower |

De zuivere stof komt voor als een donkerrood kristallijn poeder. Het bezit een monokliene kristalstructuur en een theoretische dichtheid van 2,070 g/cm³.

## Synthese
De synthese van de verbinding is een variatie op de Ferrario-reactie: na deprotoneren van tetrathiofeen met LDA volgt een reactie met elementair zwavel. Het zwavelgesubstitueerde intermediair levert sulfower na pyrolyse onder vacuüm.